# Neauphle-le-Château
Neauphle-le-Château là một xã trong vùng hành chính Île-de-France, thuộc tỉnh Yvelines, quận Rambouillet, tổng Montfort-l'Amaury. Tọa độ địa lý của xã là 48° 48' vĩ độ bắc, 01° 54' kinh độ đông. Neauphle-le-Château nằm trên độ cao trung bình là 170 mét trên mực nước biển, có điểm thấp nhất là 92 mét và điểm cao nhất là 172 mét. Xã có diện tích 2,15 km², dân số vào thời điểm 1999 là 2771 người; mật độ dân số là 1289 người/km².

## Nhân vật nổi tiếng
- Marguerite Duras sống một thời gian dài tại Neauphle-le-Château.
- Deanna Durbin, diễn viên Hollywood, sống tại đây trong thập niên 1930 và 1940.

## Địa điểm tham quan
- Nhà thờ Saint-Nicolas từ thế kỉ thứ 12.